# Atelierele CFR Grivița
Atelierele CFR Grivița este o companie din România care se ocupă cu repararea de material rulant.
A fost creată în anul 1897 pentru reparația locomotivelor cu abur și a vagoanelor de călători.
Inițial trebuia să asigure reparații și piese de schimb doar pentru trenurile bucureștene, cu traseu prin Capitală dar in cele din urmă au ajuns o piesă de bază pentru întreaga industrie feroviară din România.
Cartierul Grivița din prezent s-a dezvoltat in jurul acestor ateliere.
Principalul client al firmei este operatorul feroviar de stat CFR Călători.
În septembrie 2008, compania era controlată de omul de afaceri Fathi Taher.
În octombrie 2009, pachetul majoritar de acțiuni, de 92,76% din capital, era deținut de Asociația Salariaților Atelierelor CFR Grivița.
Titlurile companiei se tranzacționează pe piața Rasdaq, sub simbolul ATRD.
Număr de angajați în 2009: 891
Rezultate financiare (milioane euro):
| Anul             | 2008 | 2007        |
| ---------------- | ---- | ----------- |
| Cifra de afaceri | 46,4 | 131,3 (RON) |
| Profit net       | 4,5  | -           |

## Istoric
CFR Grivița va fi un nume asociat pentru totdeauna cu Marea Recesiune, deoarece pe 16 februarie 1933 a izbucnit aici o grevă uriașă, în care au fost implicați Gheorghe Gheorghiu-Dej și Constantin Doncea.
Greva a fost înăbușită violent de către guvernul român de atunci. După ce autoritățile au pătruns în Atelierele CFR Grivița, au ridicat trei morți.
34 de oameni au trebuit să fie duși la spitalele CFR Witting, Filantropia, Colentina, Militari si Brâncoveanu.
Ulterior dintre aceștia au mai murit 4 muncitori. Alți 20 muncitori cu răni ușoare au fost duși la sediul Corpului Gardienilor Publici, unde au beneficiat de ajutor medical. Dintre militari, au murit doi soldați și un gardian public, împușcat în data de 15 februarie.
În timpul regimului comunist, CFR Grivița a fost redenumită Grivița Roșie, un omagiu adus comuniștilor care au organizat greva din 1933.
În afară de CFR Grivița în zonă își mai are sediul compania GRIRO, care produce utilaje și instalații din domeniul chimic. Aceasta a fost inițial tot o componentă a Atelierelor CFR Grivița. În 1961 Întreprinderea de utilaj Chimic Grivița Roșie devine un producător independent. Numele GRIRO este adoptat în 1990, când compania se divide pe acțiuni. În 2004 se privatizează.
În zonă se mai găsesc Spitalul MedLife, policlinica CFR și Registrul Auto Român.